# ムアンナコーンパトム郡
座標: 北緯13度49分11秒 東経100度3分57秒 / 北緯13.81972度 東経100.06583度
ムアンナコーンパトム郡（ムアンナコーンパトムぐん）はタイ・中部にある郡（アンプー）である。ナコーンパトム県の県庁所在地（ムアン）でもある。

## 名称
ナコーンパトムとは「初めの町」と言う意味を持つ。これは町の建設が一番古い説で3世紀にさかのぼるからだといわれているほど、古い歴史を持つからである。

## 歴史
3世紀遅くとも6世紀までにモン族の入植の痕跡が認められている。スコータイ王朝以降徐々にタイ族の入植が始まった。
アユタヤ王朝時代には、ターチーン川の水位が下がったため水運の廃れたナコーンパトムを見捨ててナコーンチャイシーへ住民は流れた。
しかし、1870年にラーマ4世はワット・プラパトムチェーディーを建設し、ラーマ5世時代にはダムロン親王によりナコーンチャイシーからの住民の移住が行われた。また、ラーマ6世（ワチラーウット）は西洋風の宮殿、サナームチャン宮殿建設し自ら赴くこともあった、これらのによりナコーンパトムは再び発展することとなり、ラーマ6世ゆかりの地として知られるようになった。
1896年には現在のナコーンチャイシー郡を含めた地域にプラパトムチェーディー郡と名付けられ郡が成立したが、1913年にはナコーンチャイシーが分離し、プラパトムチェーディー県庁所在地となり現在の名称に改称された。

## 地理
郡内のほとんどが湿地帯で、平坦である。

## 経済
郡内の主要産業は、農業、工業である。名産品はザボン、フトモモ等である。東南アジアの仏教の聖地と見なされていることや、ラーマ6世にゆかりの深い土地であることなどから、観光業も盛んである。

## 行政区分
ナコーンパトム市は25のタムボンがあり、さらにその下位に214の村（ムーバーン）がある。テーサバーン（自治体）が4つあり以下のようになっている。
- テーサバーンナコーン・ナコーンパトム・・・タムボン・プラパトムチェーディー全体、および、タムボン・バーンケーム、サナームチャン、ボープラップ、ナコーンパトム、ノーンパークローン、ラムパヤー、フワイチョーラケーの一部。
- テーサバーンタムボン・ドーンヤーイホーム・・・タムボン・ドーンヤイホームの一部
- テーサバーンタムボン・タンマサーラー・・・タムボン・タンマサーラーの一部
- テーサバーンタムボン・プローンマドゥア・・・タムボン・ノーンディンデーン、タムボン・プローンマドゥアの一部

以下は、市内のタムボンの一部である。
1. タムボン・プラパトムチェーディー (ตำบลพระปฐมเจดีย์)
2. タムボン・バーンケーム (ตำบลบางแขม)
3. タムボン・プラトーン (ตำบลพระประโทน)
4. タムボン・タンマサーラー (ตำบลธรรมศาลา)
5. タムボン・タークローン (ตำบลตาก้อง)
6. タムボン・マーブケー (ตำบลมาบแค)
7. タムボン・サナームチャン (ตำบลสนามจันทร์)
8. タムボン・ドーンヤーイホーム (ตำบลดอนยายหอม)
9. タムボン・タノンカート (ตำบลถนนขาด)
10. タムボン・ボープラップ (ตำบลบ่อพลับ)
11. タムボン・ナコーンパトム (ตำบลนครปฐม)
12. タムボン・ワンタクー (ตำบลวังตะกู)
13. タムボン・ノーンパークローン (ตำบลหนองปากโลง)
14. タムボン・サームクワーイプアック (ตำบลสามควายเผือก)
15. タムボン・トゥンノーイ (ตำบลทุ่งน้อย)
16. タムボン・ノーンディンデーン (ตำบลหนองดินแดง)
17. タムボン・ワンエン (ตำบลวังเย็น)
18. タムボン・プローンマドゥア (ตำบลโพรงมะเดื่อ)
19. タムボン・ラムパヤー (ตำบลลำพยา)
20. タムボン・サクラティアム (ตำบลสระกระเทียม)
21. タムボン・スワンパーン (ตำบลสวนป่าน)
22. タムボン・フワイチョーラケー (ตำบลห้วยจรเข้)
23. タムボン・タップルワン (ตำบลทัพหลวง)
24. タムボン・ノーングールアム (ตำบลหนองงูเหลือม)
25. タムボン・バーンヤーン (ตำบลบ้านยาง)